# Diastema (tänder)

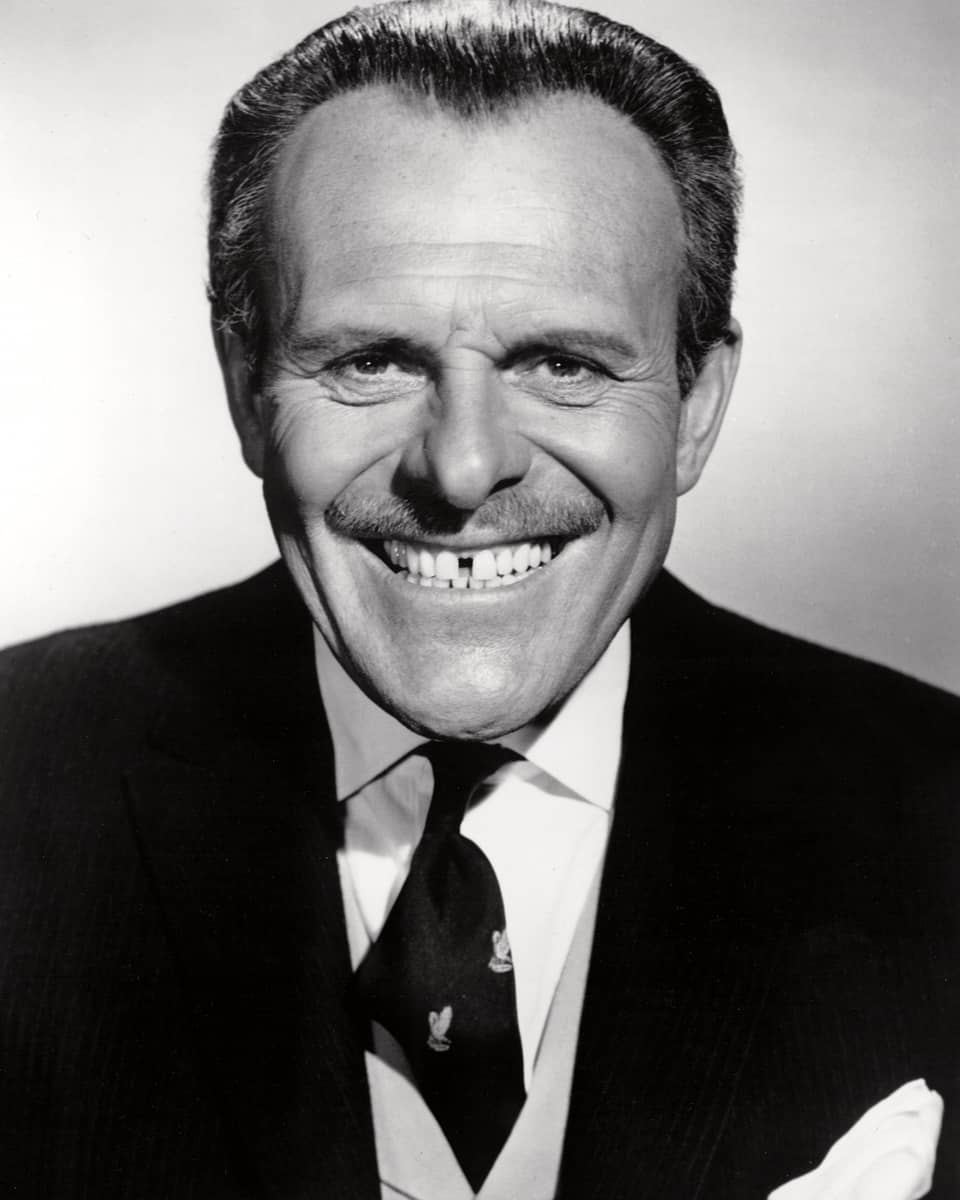
Terry-Thomas var känd för sin stora glugg.

Diastema, diastema mediale (av klassisk grekiska διάστημα, "mellanrum"), är en glugg mellan två tänder, oftast framtänderna. Många däggdjur har diastema naturligt. Hos människor förekommer diastema om det är ojämnt i förhållandet mellan storleken på tänderna och käken. Numera är det accepterat med glugg. 
Några kända personer med diastema är fotomodellerna Jessica Hart, Lindsey Wixson, Lauren Hutton, Lara Stone och Georgia May Jagger, TV-reportern Michelle Charlesworth, den amerikanska fotbollsspelaren Michael Strahan, skådespelarna Vanessa Paradis, Eve Myles, Béatrice Dalle, Jorja Fox, Anna Paquin, Ernest Borgnine, Terry-Thomas, Woody Harrelson och Elijah Wood, sångarna Charley Pride, Ray Davies, Madonna, Becky G, Laura Pausini, Elton John och Elvis Costello, musikerna Flea och Steve Howe, programledaren David Letterman, komikern Paul F. Tompkins, basebollspelaren Jimmy Rollins och Condoleezza Rice.